# Ferbedo
Ferbedo is een Duitse fabrikant van speelgoed maar ook een historisch merk van scooters en automobielen.

De bedrijfsnaam was: Ferdinand Betthäuser, Nürnberg-Doos (later Fürth).
De siersmid Ferdinand Betthäuser, geboren in Konstanz in 1870, richtte in 1898 zijn eigen bedrijf in Neurenberg op, waar hij aanvankelijk brandkasten maakte. Na een verhuizing naar de Fürther Straße in Nürnberg-Doos veranderde de bedrijfsnaam in Ferbedo (Ferdinand Betthäuser, Nürnberg-Doos). Dat was de vestiging van de werkplaats, het kantoor stond in Fürth.

## Speelgoed
In 1914 begon Ferdinand met de productie van rollend kinderspeelgoed (Vliegende Hollanders onder de merknaam "Holländer"). Na de dood van Ferdinand in 1923 nam zijn zoon Wilhelm de leiding van het bedrijf over. Hij breidde de productie uit met trapauto's, driewielers en trap- en loopscooters. In 1945 werd de fabriek verwoest door de geallieerde luchtaanvallen op Neurenberg. In 1948 werd de productie weer opgestart op het oorspronkelijke fabrieksterrein. In 1966 exporteerde Ferbedo zijn speelgoed naar meer dan tachtig landen. Daarom moest er een grotere fabriek komen aan de Siemensstraße in Fürth. Daar kon kunststof het metaal vervangen op een fabrieksterrein van meer dan 11.500 vierkante meter. Er kwamen meer realistische trapauto's van de Mercedes 190 SL en de Porsche Carrera.
Wilhelm Betthäuser overleed in 1971, waarna zijn dochters Helga Rothenberger en Inge Schmidt de leiding over het bedrijf overnamen. Wolfgang Rothenberger, de echtgenoot van Helga, werd algemeen directeur. In 1979 werd het bedrijf een GmbH: Fer. Betthäuser GmbH & Co. KG. Vanaf dat jaar kwamen er ook een opvouwbare skelter en driewieler. Door de Duitse hereniging opende zich ook de markt in het oosten.
In 1995 nam Claus Rothenberger, de zoon van Helga en Wolfgang, de leiding van het bedrijf over. Claus overleed onverwacht in 2014, waarna zijn broer Manfred de leiding nam samen met Alexander Bacsics, die al sinds zijn jeugd als ontwerper bij Ferbedo had gewerkt. Manfred stopte echter al in 2015. Bacsics had nu de leiding over het bedrijf alleen, zodat het niet langer een familiebedrijf was.
In 2018 vroeg het bedrijf het faillissement aan. De rechtbank van Fürth stelde Patrick Meyerle van PLUTA Rechtsanwalts GmbH als curator aan. Meyerle wist samen met Alexander Bacsics de productie te verhogen, zodat aan meer vragen van klanten beantwoord kon worden. Uiteindelijk wist bedrijfsadviseur Horst Müller samen met burgemeester Dr. Thomas Jung de investeerder Erik Petraschek van het bedrijf Auxeos in Grünwald te interesseren en al snel werd een loopauto van 100% recyclebaar bioplastic gepresenteerd.
Het bedrijf werd overgenomen door Franz Schneider GmbH & Co. KG in Coburg, dat onder de naam "Rolly Toys" ook rijdend kinderspeelgoed produceert.

## Auto's
Van 1923 tot 1926 werden ook kleine driepersoons auto's met een eencilinder-inbouwmotor van Breuer gebouwd. Van 1924 tot 1926 bouwde Ferbedo nog een driezitter, die "Motorfiets op vier wielen" werd genoemd en waarbij de drie opzittenden achter elkaar zaten. De motor leverde slechts 1,9 pk en het voertuig werd geen succes.

## Scooters
In 1953 verscheen de Ferbedo R48-scooter. De "R" stond voor "Roller" (scooter) en "48" voor de cilinderinhoud van 48 cc van de Zündapp Combimot-motor. In feite was dit een gemotoriseerde step die veel deed denken aan de machientjes uit de jaren tien en -twintig, zoals de ABC Skootamota, de Autoped en de Austro Motorette. De constructie was ook zeer eenvoudig. De R48 had slechts twee dwarsgeplaatste framebuizen onder de voetenplank en het beenschild verbond die met het balhoofd. Vanaf het balhoofd liep wel nog een (op de foto's niet zichtbare) buis schuin naar beneden ter versteviging. Achter was een driehoeksconstructie gemaakt die het motorblok droeg, maar ook het achterwiel, de bagagedrager met benzinetank en onder de tank ook nog een gereedschapskastje. Het voorwiel had een eenvoudige ongedempte geduwde schommelvork. Om de kuiten en hielen van de berijder te beschermen had de uitlaat aanvankelijk een klein geperforeerd hitteschildje, dat later werd vervangen door een draadkooi om de hele motor. De machine had een 3 watt-elektrische installatie. In Nederland werd de Ferbedo R48 geïmporteerd door de firma H.J. Schellaars in Rotterdam en verkocht voor 695 gulden. De Luxe-versie met 16,5 watt verlichting, snelheidsmeter, gecombineerde dim/grootlicht/contactschakelaar en een knijptoeter kostte 90 gulden extra.
Zowel Ferbedo als Schellaars hadden de markt verkeerd ingeschat. De R48 had geen pedalen. Het eerste nadeel daarvan was dat de machine moest worden aangeduwd, maar het belangrijkste nadeel was dat het in Duitsland geen Moped en in Nederland geen bromfiets was. In beide landen moest er gefietst kunnen worden en dat kon met de Ferbedo niet. Daarom moest de berijder een geldig rijbewijs hebben. Wie de moeite had genomen om een motorrijbewijs te halen stelde zich niet tevreden met een 48cc-bromscooter.